# Pepe Rafaj
Pepe Rafaj, rodným jménem Josef Rafaj (1. listopadu 1971 Zlín – 23. dubna 2025), byl český filmový producent a internetový podnikatel v oblasti elektronických a digitálních plateb. 

## Kariéra
Absolvoval Vysokou školu ekonomickou v Praze a pražskou FAMU. Založil společnosti Redeggs a I, Foundation, stejně jako filmové produkční společnosti Jacket Bros. Production a Shining Pictures.
Mezi filmy, které produkoval, patří Ježíš je normální!, Nebe, peklo, Provedu – Afghánská mise, Incoming! či společně s Českou televizí seriál Provedu: Přijímač.
Stal se také spolutvůrcem prvního mikroplatebního systému I LIKE Q (z roku 2000), který položil základy CBDC, koncepce jednoduché banky, platebního systémů ILQpay.cz (z roku 2017), evidence tržeb SMSEET.cz a následně společně s Českou poštou EETparagon.cz pro malé obchodníky a řemeslníky. Je autorem a jeden z hlavních akcionářů projektu Corrency.cz na podporu lokální ekonomiky pomocí correntů (correnty jsou základem konceptu dronových peněz) z roku 2020. V roce 2023 se stal zakládajícím členem Sdružení pro digitální účtenky z.s.